# Escòcia (arquitectura)

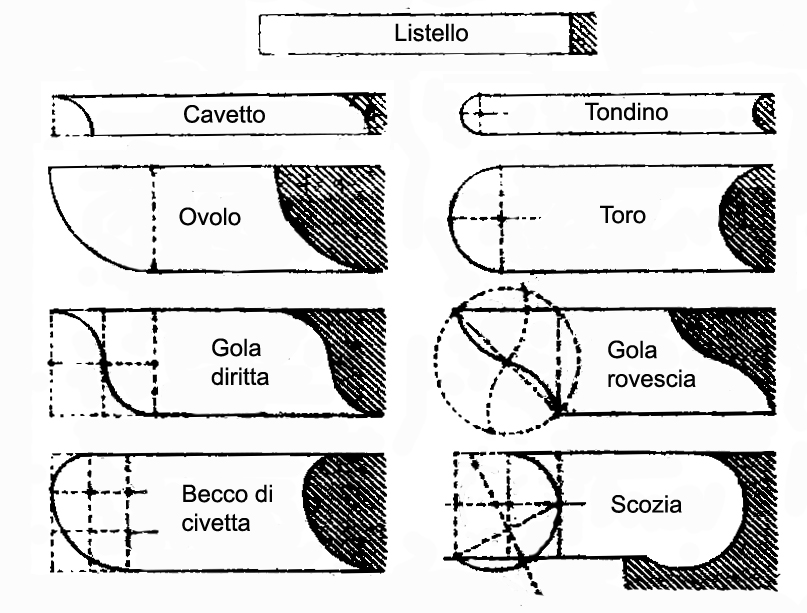
Diferents tipus de motllures, entre les quals l'escòcia (Scozia), extret de Regola delli cinque ordini d' architettura (1562) de Jacopo Vignola.

L'escòcia (del llatí scotia i aquest del grec σκοτία, foscor) és una motllura còncava composta de dues corbes de radi diferent, normalment amb l'arc inferior més gran que el superior, utilitzada per a decorar les bases de les columnes. El nom prové del fet que en les bases de les columnes de l'ordre jònic, produïa un efecte d'ombres i clars que transmetia expressivitat i moviment.